# Rick Vaive
Richard Claude „Rick“ Vaive (* 14. Mai 1959 in Ottawa, Ontario) ist ein ehemaliger kanadischer Eishockeyspieler (Rechtsaußen) und -trainer, der von 1979 bis 1992 für die Vancouver Canucks, Toronto Maple Leafs, Chicago Blackhawks und Buffalo Sabres in der National Hockey League sowie für die Birmingham Bulls in der World Hockey Association spielte.

## Karriere
Während Rick Vaive in Ottawa aufwuchs, war es sein Traum eines Tages für eines der kanadischen Teams in der National Hockey League zu spielen und den Stanley Cup zu gewinnen. Bei den Castors de Sherbrooke in der Ligue de hockey junior majeur du Québec verbrachte er seine Zeit in den Juniorenklassen. Nach der Teilnahme an der Junioren-Weltmeisterschaft 1978 unterschrieb er einen Vertrag bei den Birmingham Bulls. Das Team aus der World Hockey Association konnte sich keinen teuren Spieler leisten und setzte so auf junge hoffnungsvolle Talente.
Beim NHL Entry Draft 1979 waren die Vancouver Canucks von seiner körperbetonten und offensiven Spielweise so angetan, dass sie ihn in der ersten Runde an fünfter Stelle auswählten. Nach einer halben Saison, in der er 21 Punkte und 111 Strafminuten gesammelt hatte, war die Begeisterung verflogen und sie gaben ihn gemeinsam mit Bill Derlago an die Toronto Maple Leafs ab. Im Gegenzug erhielten die Canucks mit Tiger Williams den Spieler, der die meisten Strafminuten in der NHL sammelte, und Jerry Buttler.
In Toronto wurde er zu einem der Stars im Team. Er war in seiner zweiten vollständigen Saison 1980/81 in Toronto der erste Spieler der Maple Leafs, der über 50 Tore in einer Spielzeit erzielen konnte. Diese Marke konnte er drei Jahre in Folge übertreffen. Das Team zählte zu dieser Zeit zu den schwächsten der Liga. Da die Maple Leafs oft die Playoffs verpassten, konnte er 1982 und 1985 für das kanadische Team bei der Weltmeisterschaft antreten. Nach einer ganz erfolgreichen Saison 1986/87 versuchte Toronto einmal wieder seinen Kader umzubauen und dieses Mal war auch der Mannschaftskapitän betroffen. Zusammen mit Steve Thomas und Bob McGill wurde er zu den Chicago Blackhawks transferiert, um Al Secord und Eddie Olczyk zu verpflichten.
Für eineinhalb Jahre spielte er in Chicago und erzielte bei seinen 106 Spielen für die Blackhawks 55 Tore. Im Dezember 1988 wechselte er für Adam Creighton zu den Buffalo Sabres. Dort spielte er noch einige Jahre, wurde aber im Laufe der Saison 1991/92 oft auch in das Farmteam, zu den Rochester Americans in die American Hockey League, geschickt. Nach Ende der Saison lief sein Vertrag aus und er unterschrieb noch einmal bei den Vancouver Canucks. Er kam jedoch nur zu Einsätzen in der AHL bei den Hamilton Canucks, bei denen er nach dieser Spielzeit seine aktive Karriere beendete.
Vaive trainierte für mehrere Jahre die South Carolina Stingrays in der East Coast Hockey League, bevor er als Cheftrainer zu den Saint John Flames in der AHL wechselte. Im Sommer 2002 wechselte er zu den Mississauga IceDogs, um das Juniorenteam in der Ontario Hockey League zu betreuen.

## Sportliche Erfolge
- 1978 Bronzemedaille bei der Junioren-Weltmeisterschaft
- 1982 Bronzemedaille bei der Weltmeisterschaft
- 1985 Silbermedaille bei der Weltmeisterschaft
- Kelly Cup: 1997 (als Trainer)

### Persönliche Auszeichnungen
- LHJMQ Recrue de l’année: 1977
- Teilnahme am NHL All-Star Game: 1982, 1983 und 1984